# 영국 민주당 (2013년)
영국 민주당(영어: Britain Democratic Party)은 영국의 극우 정당으로 2013년에 설립했다.